# Velo (Grecia)
Velo  este un oraș în Grecia în prefectura Corintia.